# Ортиньяно-Раджоло
Ортиньяно-Раджоло (итал. Ortignano Raggiolo) — коммуна в Италии, располагается в регионе Тоскана, в провинции Ареццо.
Население коммуны составляет 853 человека (2008 г.), плотность населения составляет 23 чел./км². Занимает площадь 36 км². Почтовый индекс — 52010. Телефонный код — 0575.
Покровителем коммуны почитается святой апостол Матфей, празднование 21 сентября.

## Демография
Динамика населения:

## Администрация коммуны
- Официальный сайт: http://www.comune.ortignano-raggiolo.ar.it/home/default.asp Архивная копия от 18 июля 2012 на Wayback Machine